# Rejon wełykopysariwski
Rejon wełykopysariwski (ukr. Великописарівський район) – dawna jednostka administracyjna wchodząca w skład obwodu sumskiego Ukrainy, zlikwidowana w wyniku reformy administracyjno-terytorialnej na Ukrainie z 2020 r.
Rejon utworzony w 1923 roku o powierzchni ok. 800 km². Siedzibą władz rejonu była Wełyka Pysariwka.
Na terenie rejonu znajdowały się 2 osiedlowe rady i 14 silskich rad obejmujących w sumie 39 wsi.